# Butlletí CNT-FAI
Butlletí CNT-FAI va ser una publicació setmanal d'ideologia anarquista en català editada a Igualada els anys 1937 i 1938.

## Descripció
L'editava el Comitè Local Antifeixista.
La redacció i l'administració eren a la rambla de Francesc Pi i Margall, núm. 1 (avui, Sant Isidre), i des del núm. 53 (gener 1938) al carrer de Joan Serra i Constansó, núm. 19. «Era imprès per la Impremta Col·lectivitzada pel Sindicat Únic d'Arts Gràfiques, Impremta Bas». Va anar variant de pàgines (entre dues i dotze) i de format: 22 x 16 cm; a partir del núm. 12 i fins al 59, 44 x 32 cm, i després 38 x 26 cm. El primer número va sortir l'1 de gener de 1937 i l'últim, el 67, el 9 d'abril de 1938.

## Continguts
A l'article de presentació deien: «Tinta vermella, colorida pel foc roent d'un ideal que ha tingut la rara virtut d'inflamar-nos la vida. Tinta roja com la sang dels fills del poble; sang jovenívola, veda i cabdal de vida, ben al revés de la què aguanta l'existència dels nobles de blasó: aquests la tenen blava. Blavor de malícies, blavor d'avarícia, blavor de sífilis...».
«Era una publicació de guerra, destinada a propagar les consignes anarquistes».
Des d'una perspectiva anarquista, descrivia la vida d'aquells dies de guerra: l'antifeixisme, les col·lectivitzacions, els sindicats, les notícies del front, els mítings, les assemblees, la utilització dels edificis, la construcció de refugis, etc.
«La plataforma major del sindicat, amb Joan Ferrer al front, desembarcà a la redacció del Butlletí CNT-FAI i se'n feu càrrec. Fins llavors aquest havia estat un petit butlletí, de mida quartilla, que editaven les Joventuts Llibertàries amb fins culturals ... Joan Ferrer, com a director, a mitjan març va quadriplicar el seu format, li va treure les veleïtats culturals i el convertí en un fort setmanari per a defensar l'obra revolucionària...».
Tenia constants enfrontaments amb Horitzons, el periòdic del PSUC a la comarca.
Col·laboraven en la seva redacció membres de la CNT, la FAI, les Joventuts Llibertàries i l'agrupació Dones Lliures, dirigits per Joan Ferrer i Farriol. Hi havia articles signats per Josep Roig, Josep Massó,Joan Sabater, Marcel·lí Tort, Jaume Casellas, Maria Claramunt i Palmira Rubio.

## Localització
- Biblioteca Central d'Igualada. Plaça de Cal Font. Igualada (col·lecció completa i relligada).